# Escudo humano

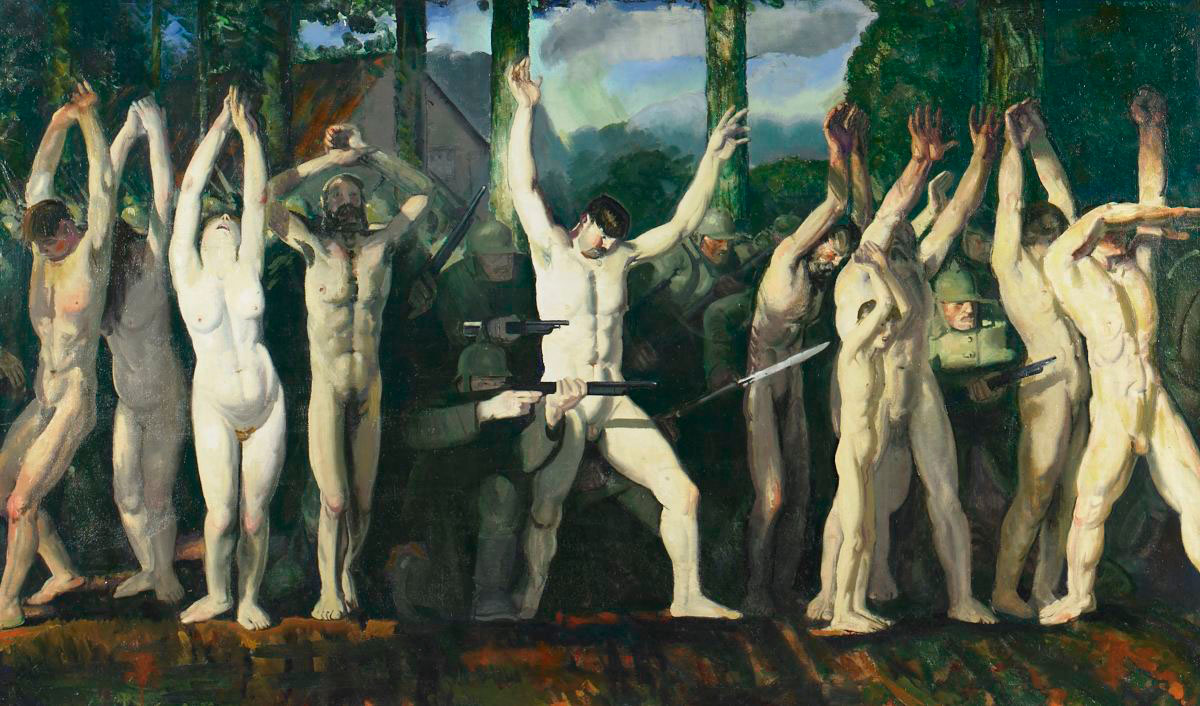
The Barricade, pintura del artista estadounidense George Bellows, inspirado en un incidente en agosto de 1914 en el que los soldados alemanes usaron civiles belgas como escudos humanos.

Escudo humano es un término militar y político que describe la colocación deliberada de no combatientes en o alrededor de los objetivos de combate para disuadir al enemigo de atacar estos objetivos de combate. También puede referirse al uso de personas para proteger literalmente a los combatientes durante los ataques, forzándolos a marchar frente a los combatientes. 
El uso de esta táctica es considerado un crimen de guerra por naciones que son parte en los Convenios de Ginebra de 1949, el Protocolo adicional I de los Convenios de Ginebra de 1977  y el Estatuto de Roma de 1998.
Aunque este actuar puede ser voluntario, su uso más común y aceptado hace referencia a la forma coercitiva o a través de la violencia.

## Historia
Este acto se ha realizado a través de toda la historia en diferentes situaciones o momentos de conflicto. José Antonio Crespo, en su libro Contra la historia oficial, afirma que Cuauhtémoc, aun siendo emperador, se quejara de que los españoles invasores -encabezados por Hernán Cortés- usaran a los nativos de esta forma. 

"...cómo es posible que hayan escapado (de Tenochtitlán) los extranjeros que fueron a refugiarse a tierras de Tlaxcala muy heridos, pero con vida. ¿Por qué se salvaron? Porque los extranjeros se han escondido siempre entre los naturales de estas tierras. Su táctica ha sido la de enviar por delante a los tlaxcaltecas o a los guerreros de otras naciones, mientras que en sus flancos y atrás, también estaban cubiertos por otros guerreros naturales."

### SigloXX

#### Segunda Guerra Mundial

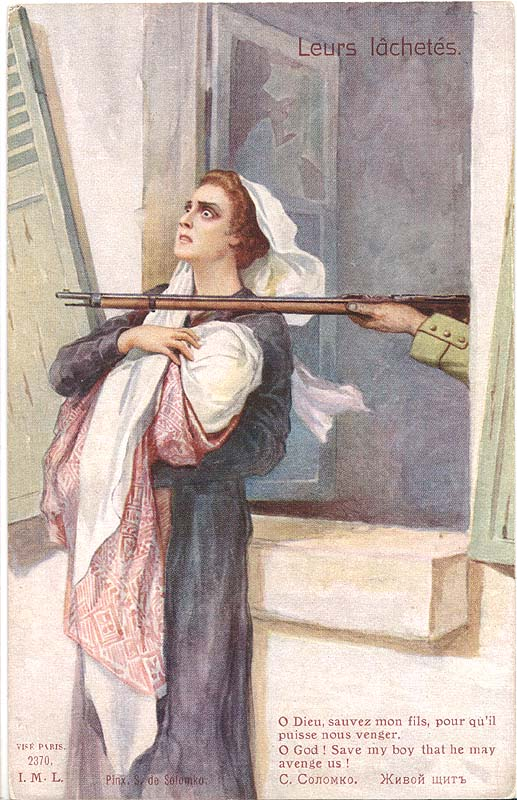
¡Oh Dios! ¡Salva a mi chico para que nos vengue! reza el pie del cartel ilustrado por el artista ruso Sergey Solomko.

Después de la Segunda Guerra Mundial, el general alemán SS Gottlob Berger afirmó que existía un plan, propuesto por la Luftwaffe y aprobado por Adolf Hitler, para establecer campos de prisioneros de guerra especiales para los aviadores capturados de la Real Fuerza Aérea Británica y Fuerzas Aéreas del Ejército de Estados Unidos en las grandes ciudades alemanas, para actuar como escudos humanos contra los bombardeos. Berger se dio cuenta de que esto contravendría el Convenio de Ginebra de 1929 y argumentó que no había suficiente alambre de púas; como resultado, este plan no se implementó.
La Wehrmacht y más tarde las fuerzas de las SS utilizaron ampliamente a civiles polacos como escudos humanos durante el levantamiento de Varsovia, cuando atacaron las posiciones de los insurgentes.
En la masacre de Wola en Polonia el 7 de agosto de 1944, los nazis obligaron a mujeres civiles a subir a los vehículos blindados para usarlas como escudos humanos, aumentando su eficacia. En Bélgica en mayo de 1940, al menos 86 civiles fueron asesinados por la Wehrmacht alemana, conocida como la Masacre de Vinkt, cuando los alemanes tomaron 140 civiles y los usaron como escudos para cruzar un puente mientras estaban bajo fuego.
Durante la batalla de Okinawa, los soldados japoneses a menudo usaban civiles como escudos humanos contra las tropas estadounidenses.
Cuando los japoneses estaban preocupados por los ataques aéreos de los Aliados a sus islas, ya que estaban perdiendo una a una sus islas bajo el control de los Aliados en la Guerra del Pacífico, dispersaron las principales instalaciones militares y fábricas a las áreas urbanas, por esto, los historiadores argumentan que Japón estaba utilizando a sus civiles como escudos humanos para proteger sus objetivos militares legítimos contra el bombardeo aliado. Como resultado, las Fuerzas Aéreas del Ejército de Estados Unidos no pudieron atacar objetivos puramente militares debido a las limitaciones de su visión de bombardeo, la mezcla de instalaciones militares y fábricas con áreas urbanas y la industria artesanal generalizada en las ciudades de Japón. Esto llevó a la USAAF, a principios de 1945, a pasar del bombardeo de precisión al bombardeo en alfombras que destruyó 67 ciudades japonesas con bombas incendiarias y el uso de bombas atómicas en las ciudades japonesas de Hiroshima y Nagasaki.

#### Guerra coreana
En la batalla de Notch, se afirmó que las fuerzas de Corea del Norte habían utilizado soldados estadounidenses capturados como escudos humanos mientras avanzaban.

#### Otros países
En el marco del golpe de Estado de Septiembre 1955 en Argentina contra el gobierno constitucional, Isaac F. Rojas, director de la Escuela Naval Militar había instalado allí el puesto de comando de los sublevados, utilizando a los jóvenes estudiantes como escudos humanos. 
Durante la madrugada del 18 de septiembre so pretexto de evacuarlos alrededor de 120 jóvenes entre 15 y 18 años fueron 
embarcados en los rastreadores Granville, Spiro, y Ara Murature dirigida por Rojas—con los liceanos a bordo— con el objetivo de evitar que las tropas leales al gobierno constitucional de la República frenaran a los barcos tomados por el bando golpista mientras Rojas bloqueaba todo del tráfico marítimo y fluvial en el Río de la Plata.y bombardeaba diferentes objetivos civiles.

#### Guerra de Líbano de 1982
Durante la Guerra del Líbano de 1982, el campo de refugiados palestinos de Ain al-Hilweh fue rodeado por las fuerzas israelíes como último bastión de los militantes palestinos en el sur del Líbano, pero los militantes de "Soldados de Alá" comandados por el fundamentalista musulmán Haj Ibrahim se negaron a rendirse: el lema era "¡Victoria o muerte!" Durante un período de dos días, las fuerzas israelíes bajo la dirección del general de brigada Yitzhak Mordechai anunciaron en repetidas ocasiones que "Quien no porta armas no sufrirá daños" e instó a los civiles del campamento a evacuar, pero pocas lo hicieron. Se enviaron tres delegaciones de destacadas figuras de Sidón para persuadir a los combatientes de Haj Ibrahim de que "su causa era inútil, y a quienquiera que estuviese dispuesto a dejar las armas se le permitiría salir del campamento ileso". Ninguna de las delegaciones tuvo éxito; al primero se le impidió acercarse a los combatientes con "una lluvia de balas", mientras que el tercero "regresó con la historia más desgarradora de todas": "Milicianos dispararon contra civiles que intentaron escapar. En un incidente particularmente espeluznante, tres niños habían sido acribillado a balazos ante los ojos de sus padres porque su padre se había atrevido a sugerir que se pusiera fin a la lucha ". [cita requerida]Después de una delegación de prisioneros de guerra palestinos, "encabezada por un oficial de la OLP que estaba dispuesto a dar a los defensores su evaluación profesional de la grave situación militar de Ein Hilweh", y un ofrecimiento de Mordejai de "encontrarse personalmente con" Haj Ibrahim también fue rechazado ", equipo de psicólogos... fue trasladado en avión a Sidón para asesorar a la orden sobre cómo lidiar con ese comportamiento irracional ". Sin embargo, "el mejor consejo que podían ofrecer los psicólogos era organizar otra delegación, aunque considerablemente mayor, compuesta por unas cuarenta personas aproximadamente, incluidas mujeres y niños"; Haj Ibrahim respondió a la quinta delegación con "exactamente las mismas tres palabras", desencadenando una sangrienta batalla en la que las tropas israelíes finalmente tomaron el campamento.

#### Operación Blue Star
La Operación Blue Star fue una operación militar india llevada a cabo entre el 1 y el 8 de junio de 1984, ordenada por la primera ministra Indira Gandhi para expulsar al líder religioso militante Jarnail Singh Bhindranwale y sus seguidores armados de los edificios del complejo Harmandir Sahib en Amritsar, Punjab. Bhindranwale y un gran número de sus militantes fueron asesinados en la operación. Hubo una gran baja civil (Total 493 incluyendo militantes) también en la operación, ya que los militantes habían estado utilizando a los peregrinos que habían quedado atrapados dentro del templo como escudos humanos. Los militantes no permitieron que los peregrinos escaparan de las instalaciones del templo a pesar de la relajación en las horas de toque de queda por parte de las fuerzas de seguridad. Los militantes esperaban que la presencia de miles de peregrinos dentro de las instalaciones del templo impidiera la acción del ejército.

#### Guerra del Golfo persa
Uno de los usos más famosos de los escudos humanos ocurrió en Irak en 1990, después de la invasión iraquí de Kuwait que precipitó la guerra del Golfo de 1990-1991. El gobierno de Saddam Hussein detuvo a cientos de ciudadanos de países occidentales que estaban en Irak para utilizarlos como escudos humanos en un intento de impedir que las naciones participen en operaciones militares contra el país. Varios de estos rehenes fueron filmados reuniéndose con Hussein, y los mantuvo con él para impedir cualquier ataque dirigido, mientras que otros fueron puestos en objetivos militares o industriales o cerca de ellos.
En 1991, durante las operaciones en la guerra del Golfo, Estados Unidos presentó un informe al Consejo de Seguridad de la ONU denunciando a Irak por haber "puesto intencionalmente en peligro a civiles a través de su comportamiento". El informe cita los siguientes ejemplos de dicho comportamiento:
- a) El Gobierno iraquí trasladó cantidades considerables de armas y equipo militares a zonas civiles con el propósito deliberado de utilizar civiles inocentes y sus hogares como escudos contra los ataques contra objetivos militares legítimos;
- b) Los aviones de caza y bombardeo iraquíes se dispersaron en aldeas cercanas a los aeródromos militares donde se encontraban estacionados entre casas civiles e incluso se colocaron inmediatamente adyacentes a importantes sitios arqueológicos y tesoros históricos.
- c) Los aviones de la Coalición recibieron disparos con armas antiaéreas en barrios residenciales de varias ciudades. En Bagdad, se ubicaron sitios antiaéreos en los techos de los hoteles;
- d) En un caso, el equipo de ingeniería militar utilizado para atravesar ríos, incluidas las secciones de puentes móviles, se encontraba en varias aldeas cerca de un punto de cruce importante. Los iraquíes estacionaron cada vehículo adyacente a una casa civil.

#### Guerra de Bosnia
Poco después del alto el fuego entre las fuerzas serbias y croatas, los serbobosnios lanzaron un asalto contra la zona segura de Goražde, bombardeando intensamente la ciudad y las aldeas circundantes. Las protestas y exhortaciones del Consejo de Seguridad de la ONU resultaron ineficaces, y los días 10 y 11 de abril de 1994, la OTAN lanzó ataques aéreos contra las posiciones de los serbios de Bosnia. En represalia, las fuerzas de los serbios de Bosnia capturaron a muchos miembros del personal de las Naciones Unidas y los utilizaron como escudos humanos en los sitios que se espera que sean bombardeados. En una situación similar a lo que sucedió en Sarajevo, se emitió un ultimátum, y para el día 24, la mayoría de las tropas serbias habían cumplido.

### SigloXXI

#### Guerra en Afganistán
Según varias versiones, incluida la de un embajador estadounidense, los talibanes usaron mujeres y niños de su propia población como escudos humanos contra las fuerzas de la coalición en 2006 y 2007, y cuando los británicos atacaron durante agosto de 2008 durante la guerra en Afganistán.

#### Conflicto Israelí-Palestino

##### Por Israel

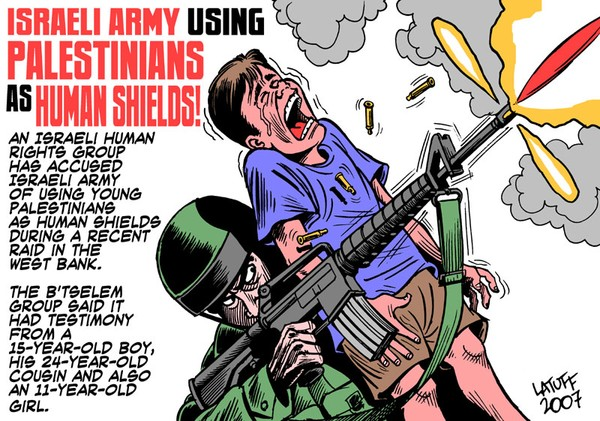
Ejército israelí usando un niño palestino como escudo humano, cartel ilustrado por el caricaturista brasileño Carlos Latuff, 2007.

Según B'tselem, Israel utilizó repetidamente palestinos como escudos humanos desde el comienzo de la ocupación militar de los territorios palestinos en 1967. Esta práctica se convirtió en política militar durante la Segunda Intifada, y solo se abandonó cuando Adalah desafió la práctica ante el Tribunal Superior de Justicia de Israel, en 2002. Aunque las FDI persistieron en utilizar a los palestinos en su "procedimiento vecino", las personas escogidas al azar fueron obligadas a acercarse a las casas de los sospechosos y persuadirlos a rendirse, una práctica que podría poner en peligro la vida de los primeros. El tribunal dictaminó en octubre de 2005 "que está prohibido el uso de civiles palestinos durante las acciones militares, incluido el "procedimiento de advertencia previa". Según B'tselem, los informes indican que, no obstante, la práctica continuó en operaciones militares como la Operación Plomo Fundido y la Operación Margen Protector, y "la gran mayoría de estos informes nunca fueron investigados, y los que sí lo hicieron no dieron lugar a ninguna otra acción".

###### Segunda Intifada
Según los oficiales de defensa israelíes, las Fuerzas de Defensa de Israel (FDI) hicieron uso del procedimiento del "escudo humano" en 1.200 ocasiones durante la Segunda Intifada (2000-2005), y solo en una ocasión un civil palestino resultó herido.
Según los grupos de derechos humanos Amnistía Internacional y Human Rights Watch (HRW), las Fuerzas de Defensa del Israel utilizaron a civiles palestinos como escudos humanos durante la Batalla de Jenin de 2002. El grupo israelí de derechos humanos B'Tselem dijo que "durante un largo período de tiempo tras el estallido de la segunda Intifada, particularmente durante la Operación Escudo Defensivo, en abril de 2002, las FDI utilizaron sistemáticamente civiles palestinos como escudos humanos, forzándolos a llevar a cabo acciones militares que amenazaron sus vidas". Centro Al Mezan para los Derechos Humanos informó el uso sistemático de "escudos humanos" durante la invasión de Beit Hanoun en 2004. Los soldados israelíes también emplearon escudos humanos para reprimir una protesta en Hebrón en 2003.
En 2002, la Corte Suprema de Israel emitió un mandamiento temporal que prohibía la práctica tras la muerte de un Nidal Abu Mohsen (19) que fue asesinado a tiros cuando fue forzado por las FDI a golpear la puerta de su vecino, militante de Hamás. Nasser Jarrar, en la aldea de Tubas en Cisjordania, y le informa de las demandas del ejército israelí de que se rinda.En 2004, un niño de 13 años, Muhammed Badwan, fue fotografiado atado a un vehículo de la policía israelí en la aldea de Biddu, en Cisjordania, siendo utilizado como escudo para disuadir a los manifestantes que arrojaban piedras en una protesta. El rabino Arik Ascherman fue arrestado después de que trató de intervenir.
En 2005, el Tribunal Superior de Justicia de Israel prohibió la práctica y el Ministerio de Defensa israelí (IDF) apeló la decisión. Al reconocer y defender el "uso de palestinos para advertir a hombres buscados sobre inminentes operaciones de arresto", una práctica conocida en Israel por el eufemismo "procedimiento vecino", las IDF negaron informes que afirmaban "uso de palestinos como escudos humanos contra los ataques a las IDF", alegando que ya habían prohibido esta práctica.
Sin embargo, en 2006, las investigaciones iniciales de B'Tselem indicaron que las IDF podrían haber utilizado civiles como escudos humanos en Bait Hanun, en 2006.
En febrero de 2007, se publicaron imágenes de un incidente relacionado con Sameh Amira, un palestino de 24 años, cuyo video mostró que fue usado como escudo humano por un grupo de soldados israelíes, ingresando antes de los soldados en apartamentos sospechosos de pertenecer a militantes palestinos. Un primo de 15 años de Amira y una niña de 11 años en Cisjordania le dijeron a B'Tselem de manera independiente en febrero de 2007 que los soldados israelíes los obligaron a cada uno en incidentes separados a abrir la puerta de un apartamento vecino perteneciente a una sospechoso de ser militante, entrar por delante de ellos y abrir puertas y ventanas.
El ejército israelí inició una investigación criminal sobre el incidente que involucró a Amira. En abril de 2007, el ejército israelí suspendió a un comandante después de que la unidad que dirigía fue acusada de utilizar palestinos como escudos humanos en una operación en Cisjordania. En abril de 2007, CBS News informó que, según los grupos de derechos humanos, la IDF no detuvo el uso de escudos humanos, pero la incidencia estaba disminuyendo.

###### Guerra de Gaza de 2008–2009
Durante la Guerra de Gaza de 2008-2009 conocida como Operación Plomo Fundido, las fuerzas militares israelíes fueron acusadas de continuar utilizando a civiles como escudos humanos por parte de Amnistía Internacional y Breaking the Silence. Según los testimonios publicados por estos dos grupos, las fuerzas israelíes utilizaron palestinos desarmados, incluidos niños para proteger posiciones militares, caminar frente a soldados armados; ir a los edificios para buscar trampas explosivas o pistoleros; e inspeccionar objetos sospechosos de ser explosivos. Amnistía Internacional afirmó que encontró casos en los que "las tropas israelíes obligaron a los palestinos a permanecer en una habitación de su hogar mientras convertían el resto de la casa en una base y espacio para francotirador, utilizando efectivamente a las familias, tanto adultos como niños, como escudos humanos y poniéndolos en riesgo". El Consejo de Derechos humanos de la ONU también acusó a Israel de utilizar escudos humanos durante Conflicto de Gaza.
The Guardian recopiló tres videos y testimonios de civiles sobre supuestos crímenes de guerra cometidos por soldados israelíes durante la Guerra de Gaza 2008-2009, incluido el uso de niños palestinos como escudos humanos. En los videos, tres hermanos adolescentes de la familia al-Attar afirmaron que los obligaron a punta de pistola a arrodillarse frente a los tanques para impedir que los combatientes de Hamás les dispararan y que fueron utilizados para "limpiar" casas para los soldados israelíes.
El testimonio de un soldado de las FDI por Breaking the Silence dijo que su comandante ordenó que por cada casa allanada por las FDI, enviaran un "vecino" para que entrara antes que el soldado, a veces mientras el soldado colocaba su arma en el hombro del vecino; según el soldado, "los comandantes dijeron que estas eran las instrucciones y que teníamos que hacerlo". Los civiles de Gaza también testificaron haber sido utilizados a punta de pistola como escudos humanos por soldados israelíes. Un oficial militar israelí respondió a estas acusaciones: "Las FDI operaron de acuerdo con las reglas de la guerra e hicieron todo lo posible para minimizar el daño a civiles no implicados en combate. El uso de armas por las FDI se ajusta al derecho internacional". Un portavoz de la embajada israelí dijo que Hamás presionó al pueblo de Gaza para que hiciera esas acusaciones.
El 12 de marzo de 2010, la fiscalía de las Fuerzas de Defensa de Israel presentó acusaciones contra dos sargentos de la Brigada Givati por obligar a un niño palestino de 9 años a abrir una serie de bolsas que creían que podrían contener explosivos en enero de 2009. El niño dijo que fue golpeado por los soldados y obligado a trabajar para ellos a punta de pistola. La IDF dijo que abrió la investigación luego de que las Naciones Unidas le informaran sobre el incidente. El 3 de octubre de 2010, el tribunal militar dictó una condena en este asunto, acompañada de una degradación y una sentencia suspendida, contra dos acusados, aunque ninguno de ambos fue encarcelado. La sentencia fue criticada como demaciad indulgente por HRW y la madre del niño.

###### Guerras de Gaza de 2008-2009 y 2014
Un organismo de derechos humanos de las Naciones Unidas acusó a las fuerzas israelíes en junio de 2013 de "uso continuo de niños palestinos como escudos humanos e informantes", y expresaron con profunda preocupación 14 casos de este tipo entre enero de 2010 y marzo de 2013. Se afirma que casi todos los soldados acusados en los incidentes han quedado impunes.
En una entrevista con Breaking the Silence, un exsoldado israelí relató que el comandante de su unidad empleó la política, a pesar de reconocer su prohibición, ya que preferiría que un civil palestino fuera asesinado llevando a cabo esta tarea que uno de sus hombres. Él dijo que los jóvenes palestinos también fueron utilizados por esta unidad en particular para llevar a cabo tareas militares para el ejército israelí.
Defense for Children International-Palestina reportó a un joven de 17 años, Ahmad Abu Raida (también: "Reeda"), fue secuestrado por soldados israelíes que, después de golpearlo y amenazarlo, a veces con matices sexuales, lo usaron como escudo humano durante cinco días, obligándolo a caminar frente a ellos con perros policías a punta de pistola, buscar casas y cavar en lugares donde los soldados sospechaban que podría haber túneles. The New York Times declaró que sus afirmaciones no podían ser corroboradas independientemente; el ejército israelí confirmó que había sido detenido, y destacó la afiliación de su padre con Hamás, que era un alto funcionario del Ministerio de Turismo de Gaza. No hay evidencia material de la violencia física sufrida por Raida, por ejemplo, fotos, informes médicos o heridas persistentes resultantes de golpes repetidos, que se pudieran haber producido.
El Observador Euro-Medio por los Derechos Humanos publicó el testimonio de que, durante la Guerra de Gaza 2014, los soldados israelíes utilizaron civiles palestinos como escudo en Khuza'a. Una familia, que también dio una entrevista en video, grabada por Media Town, le dijo al grupo que los soldados israelíes habían matado al padre de la familia, un hombre de 65 años que portaba una bandera blanca, y luego procedieron a colocar a miembros de la familia, incluidos niños, en las ventanas de la casa, para cubrirse con ellos y disparar desde atrás.
Un funcionario de la ONU acusó a Israel de utilizar una escuela en Gaza como base militar.

###### Guerra de Gaza de 2023–2025
El 17 de enero de 2024, se registró en vídeo como soldados israelíes utilizaban a un comerciante palestino en Dura, Hebrón (Cisjordania), como escudo humano. En una entrevista con Reuters, el dueño de la tienda afirmó: «Él (el primer soldado) me dijo que me usaría como escudo humano, que los jóvenes no deberían arrojar piedras». El 9 de febrero, la Sociedad de la Media Luna Roja Palestina declaró que las fuerzas israelíes habían detenido a un equipo de ambulancia en Beita, Nablus (Cisjordania) y lo habían utilizado como escudos humanos. Un hombre de 21 años de la ciudad de Gaza declaró a Al Jazeera que las fuerzas israelíes lo habían utilizado como escudo humano.
Un informe de la ONU sobre abusos infantiles cometidos durante la guerra verificó cinco casos desde el 7 de octubre en los que las fuerzas israelíes habían utilizado a niños palestinos como escudos humanos durante «operaciones policiales» en Cisjordania.
El 22 de junio de 2024, la Media Luna Roja Palestina informó que durante una incursión del ejército israelí contra la ciudad cisjordana de Yenín, las tropas israelíes impidieron a los trabajadores humanitarios el acceso a un civil palestino que había resultado herido y luego «colocaron al herido en la parte delantera de un jeep militar» y allí lo dejaron «antes de permitir que nuestros equipos lo trasladaran al hospital». Las Fuerzas de Defensa de Israel (FDI) reconocieron que violaron «órdenes y procedimientos operativos estándar» y anunció una investigación.
El 13 de agosto de 2024 el diario israelí Haaretz publicó una investigación basada en el testimonio de numerosos soldados israelíes, en el que afirmaba que los adolescentes y adultos palestinos son utilizados sistemáticamente como escudos humanos en la exploración de la red de túneles o edificios durante las operaciones militares israelíes en la Franja de Gaza. Estos palestinos están vestidos, a excepción de las zapatillas de deporte, para parecerse a soldados israelíes, esposados, con los ojos vendados y, con una cámara de vídeo pegada al cuerpo, son enviados a casas donde se sospecha que se esconden combatientes de Hamás, o a túneles que podrían contener trampas explosivas. En ocasiones, incluso hombres palestinos de edad avanzada han sido obligados a realizar este trabajo. Según el informe, esta práctica se lleva a cabo con el conocimiento de altos funcionarios militares, incluido el jefe del Estado Mayor del Ejército, Herzi Halevi. Según la investigación, a los soldados implicados se les dice que «nuestras vidas son más importantes que las suyas». Esta práctica viola el derecho internacional humanitario y las Convenciones de Ginebra, que prohíben el uso de civiles como escudos humanos.
En un artículo de octubre de 2024, The New York Times expuso cómo el ejército israelí ha estado utilizando a civiles como escudos humanos de manera rutinaria. De hecho, Michael N. Schmitt, profesor de West Point experto en el uso de escudos humanos en conflictos armados, explicó que el ejército israelí es el único que usa actualmente a civiles como escudos humanos, si bien recordó que el ejército estadounidense hizo lo propio en la guerra de Vietnam. En la mayoría de los casos, según el profesor Schmitt, esto constituye un crimen de guerra. La investigación de The New York Times confirmó el uso de escudos humanos por al menos once escuadrones distintos del ejército israelí en cinco ciudades gazatíes distintas. Siete soldados israelíes entrevistados por el Times confirmaron que se trata de una práctica rutinaria y organizada desde niveles altos del escalafón militar. En uno de los numerosos casos recopilados por este diario, un adolescente de 17 años fue maniatado y obligado a caminar por las ruinas de Jan Yunis para detectar posibles artefactos explosivos. En otros casos, se ha obligado a civiles a entrar en túneles con cámaras de vídeo en la cabeza para descubrir si había milicianos palestinos ocultos en ellos, se les ha forzado a caminar por edificios sospechosos de contener minas antipersona, se les a dicho que recojan del suelo objetos sospechosos y a mover generadores o tanques de agua que los soldados temían que estuviesen conectados a una bomba trampa. El uso de escudos humanos palestinos por parte del ejército israelí es también muy extenso en Cisjordania.
El 8 de enero de 2025, el medio independiente israelí Hamakom Hachi Ham Bagehenom hizo público la muerte de un palestino que había estado sirviendo como escudo humano para la Brigada Nahal del Ejército israelí en la exploración de túneles y edificios antes que los soldados lo hicieran. El palestino había muerto al ser tiroteado erróneamente por un comandante israelí. La Unidad del Portavoz de las FDI, confirmó los hechos y no negó el uso de palestinos como escudos humanos y afirmó que el caso estaba bajo investigación. Por otro lado, el diario israelí Haaretz ha documentado el amplio uso de civiles como escudos humanos por parte del ejército israelí, al que se refiere como «protocolo mosquito». Cada pelotón cuenta con un civil como escudo humano, lo que supone cuatro escudos humanos por compañía, doce por batallón y 36 por brigada.

##### Por grupos palestinos
El escritor israelí Amos Harel en Haaretz alegó que durante la Segunda Intifada (2000-2005) los pistoleros palestinos utilizaron rutinariamente a civiles y niños como escudos humanos y además afirma que existe evidencia fotográfica.[cita requerida]

###### Guerra de Gaza de 2008–2009
La Misión de Investigación de las Naciones Unidas sobre el Conflicto de Gaza ("UNFFMG") que tuvo lugar en 2008-2009 aceptó la posibilidad de que Hamás lanzara ataques de mortero desde las inmediaciones de una escuela y desde hogares residenciales, a veces por amenaza de fuerza contra los residentes. La Misión de la ONU encontró evidencia de que "unidades de cohetes de los grupos armados palestinos operaron desde áreas pobladas" y usaron amenazas de fuerza para ingresar a patios residenciales, incluyendo un caso donde un residente dijo que "su padre había recibido un disparo en la pierna, por un miembro de ese grupo armado, cuando intentó impedir que utilizaran su tierra como sitio de lanzamiento de cohetes".
El informe no pudo encontrar evidencia específica de que los civiles cuyas casas fueron utilizadas para el lanzamiento de cohetes fueron "obligados a permanecer en sus casas", pero el informe señaló reiteradamente que los residentes de Gaza eran "reacios" a discutir la conducta de las fuerzas armadas palestinas por temor a represalias. Un informe de Amnistía Internacional en 2009 criticó a Hamás por violaciones de derechos humanos, incluido el lanzamiento de misiles desde casas de civiles, pero no encontró pruebas de que los combatientes palestinos "dirigieran civiles para proteger objetivos militares de ataques" o "los obligaran" a permanecer en edificios utilizados por militantes.
Un artículo de Case Western Reserve Journal of International Law afirmaba que Israel advirtió a los residentes que salieran usando advertencias como "llamar al techo" y llamadas telefónicas, y que "Israel afirmó que los civiles palestinos que no acataron las advertencias actuaban como 'escudos humanos voluntarios', y por lo tanto eran parte en las hostilidades y podrían ser atacados como combatientes. El artículo determina que esta afirmación es insoportable en el derecho internacional.
El Ministerio de Asuntos Exteriores israelí dice que Hamás usa regularmente escudos humanos para proteger los hogares de los funcionarios de Hamás. El Centro de Información de Inteligencia y Terrorismo de Israel acusó a Hamás y otros grupos armados de hacer un uso extensivo de escudos humanos como parte integral de su doctrina de guerra, para evitar que las FDI los atacaran, durante la Guerra de Gaza (2008-2009).Maguén David Adom y el servicio de emergencia médica, presentaron a la ONU un informe que concluía que la acusación era infundada.
Amnistía Internacional investigó las repetidas afirmaciones de Israel de que Hamás era culpable de utilizar escudos humanos tras el cese de las hostilidades y no encontró pruebas de que estos u otros combatientes palestinos "dirigieran el movimiento de civiles para proteger objetivos militares de los ataques", sin embargo, como se señaló, muchos se negaron a hablar con la ONU y Amnistía Internacional y la evidencia del uso de las instalaciones residenciales es amplia. [cita requerida]La misma organización afirmó que "había abundantes pruebas para indicar que, desafiando las normas de la IDF, los soldados israelíes habían utilizado a civiles y niños palestinos como escudos para protegerse" al enviar a los palestinos a los hogares donde se encontraban otros militantes y alentarlos a rendirse.
En relación con el incidente escolar de Al-Fakhura durante la Guerra de Gaza de enero de 2009, Israel acusó a Hamás de utilizar "cínicamente" a civiles como escudos humanos. La Junta de Investigación de la ONU descubrió que no hubo disparos desde el interior de la escuela ni explosivos dentro de la escuela. Mientras que dos meses después el diario israeli Haaretz público los informes secretos de las FDI donde se admitía que los informes sobre la escuela eran erreoneos y que no había ningún armamento dentro de la misma. Junta no pudo establecer con certeza si hubo disparos desde las proximidades de la escuela.

###### Guerra de Gaza de 2014
La Alta Comisionada de las Naciones Unidas para los Derechos Humanos, Navi Pillay, acusó a los militantes de Hamás de violar el derecho internacional humanitario al "colocar cohetes dentro de escuelas y hospitales, o incluso lanzar cohetes desde áreas densamente pobladas".[cita requerida] La Unión Europea condenó a Hamás y, en particular, condenó "llamamientos a la población civil de Gaza para que se provean como escudos humanos". Janis Mackey Frayer de la CTV de Canadá informó haber visto a un pistolero de Hamás vestido el pañuelo de la mujer con una "punta de pistola asomada por debajo de la capa". Harry Fear reportando para Russia Today tuiteó que se dispararon cohetes cerca de su hotel. Su tuit fue eliminado más tarde, y fue expulsado de Gaza. Varios periodistas que alegaron que Hamás utilizó escudos humanos y emplazamientos de cohetes cerca de la infraestructura civil informaron haber sido amenazados por Hamás.
En una entrevista en septiembre de 2014, un funcionario de Hamás reconoció a Associated Press que el grupo disparó contra Israel desde áreas civiles. Él atribuyó la práctica a "errores", pero dijo que el grupo tenía poca opción debido al paisaje abarrotado de la Franja, con su escasez de zonas abiertas. Negó las acusaciones de que se lanzaron cohetes "desde escuelas u hospitales cuando en realidad fueron disparados a 200 o 300 metros de distancia". En una entrevista de 2014, un líder político de Hamás, Khaled Meshaal, dijo a un entrevistador de CNN que el grupo no usaba a su gente como escudos humanos.
En entrevistas con refugiados de Gaza, los reporteros de The Independent y The Guardian concluyeron que era un "mito" que Hamás obligara a los civiles a permanecer en áreas bajo ataque contra su voluntad; muchos refugiados les dijeron que se negaban a prestar atención a las advertencias de las IDF porque incluso las zonas que Israel había declarado seguras para los refugiados habían sido bombardeadas por sus fuerzas. El editor de BBC para Medio Oriente, Jeremy Bowen, también dijo que "no vio evidencia de que Hamás use a los palestinos como escudos humanos". Un documento de Amnistía Internacional (fechado el 25 de julio de 2014) afirma que "no tienen pruebas en este punto de que Hamás o grupos armados palestinos hayan utilizado intencionalmente civiles palestinos durante las hostilidades actuales para "proteger" ubicaciones específicas o personal o equipo militar de los ataques israelíes". La evaluación de Amnistía Internacional fue que el derecho internacional humanitario era claro porque "incluso si los oficiales o combatientes de Hamás o los grupos armados palestinos asociados con otras facciones de hecho ordenaban a los civiles permanecer en un lugar específico para proteger los objetivos militares de los ataques, todas las obligaciones de Israel para proteger a estos civiles seguirían siendo válidas". 
El portavoz de habla árabe de Hamás Sami Abu Zuhri llamó a civiles de Gaza en Al-Aqsa TV de Hamás el 8 de julio de 2014 para permanecer en áreas bajo fuego por Israel, provocando acusaciones de Israel y otros -la Unión Europea, por ejemplo- que Hamás llamaba a las personas para ofrecerse como "escudos humanos efectivamente". Sin embargo, para Amnistía Internacional, la llamada de Hamás pudo haber estado "motivada por un deseo de evitar el pánico" entre los civiles, considerando tanto la falta de refugios en Gaza como el hecho de que algunos civiles que escucharon las advertencias de las IDF habían sido víctimas de ataques israelíes.
Una encuesta del Gatestone Institute sobre residentes de Gaza abordó el tema de los escudos humanos durante la guerra de 2014, y los encuestados emitieron declaraciones como "La gente recibió advertencias de los israelíes y trató de evacuar... Hamás disparó a algunas de esas personas... el resto obligados a regresar a sus hogares y ser bombardeados"; "Hamás impuso el toque de queda: a cualquiera que saliera a la calle le dispararon sin que se le hiciera ninguna pregunta. De esa forma, Hamás se aseguró de que las personas tuvieran que permanecer en sus casas incluso si estuvieran a punto de ser bombardeadas"; y "Mi padre recibió un mensaje de texto del ejército israelí advirtiéndole que nuestra área sería bombardeada, y Hamás nos impidió irnos". En una conferencia de prensa el 6 de septiembre de 2014, Mahmoud Abbas alegó "que Hamás había matado a 120 miembros de Fatah que rompieron el toque de queda". Los soldados israelíes relataron "De repente, apareció un niño pequeño, y el terrorista lo agarró y escapó con él"; "Vi con mis propios ojos a alguien usando a otra persona, a una mujer, como escudo...

#### Guerra de Irak
Durante la Invasión de Irak de 2003, un grupo de personas eligió viajar a Irak para actuar como escudos humanos. Su propósito era evitar que las fuerzas de la coalición encabezada por Estados Unidos bombardearan ciertos lugares. De alrededor de 200 a 500 escudos humanos que viajaron a Irak antes de las hostilidades, al menos ochenta se quedaron.

#### Guerra de Líbano
El periodista australiano Chris Link informó lo que, según él, fueron incidentes fotografiados durante la Guerra del Líbano de 2006, en los que Hezbolá usó civiles libaneses como escudos humanos para disuadir a las FDI de disparar contra pistoleros y lanzacohetes. Los supuestos incidentes ocurrieron en el área cristiana de Wadi Chahrour, en el este de Beirut, retirados de la zona de guerra primaria del sur del Líbano. HRW llevó a cabo su propia investigación e informó que Hezbollah no usó "deliberadamente" a los civiles como elemento de disuasión del ataque de las FDI. Sin embargo, HRW concluyó que Hezbollah almacenó armas "en o cerca de hogares civiles" y los combatientes lanzaron cohetes dentro de áreas pobladas y cerca de observadores de la ONU. HRW también acusó a Hezbollah de utilizar hogares libaneses como sitios para el lanzamiento de cohetes, generalmente sin el conocimiento o permiso del propietario, poniendo en riesgo a un gran número de civiles.
El 25 de julio de 2006, las fuerzas israelíes atacaron y destruyeron un puesto de observación de las Naciones Unidas en el sur del Líbano, lo que provocó cuatro muertes. Una de las víctimas mortales, la comandante canadiense Paeta Derek Hess-von Kruedener, le había enviado un correo electrónico a su excomandante, el general retirado Lewis MacKenzie, varios días antes de su muerte en el que narró el bombardeo israelí, escribiendo "La artillería más cercana ha aterrizado a dos metros de nuestra posición y la bomba aérea de 1000 lb más cercana ha aterrizado a 100 metros de nuestra base de patrullaje. Esto no ha sido un ataque deliberado, sino debido a una necesidad táctica". MacKenzie interpretó este lenguaje para un periodista: "Lo que eso significa es, en lenguaje sencillo, 'Tenemos combatientes de Hezbollah corriendo en nuestras posiciones, tomando nuestras posiciones aquí y luego usándonos como escudos y luego comprometiéndolos (Fuerzas de Defensa Israelíes)." Un alto funcionario de la ONU, respondiendo sobre el correo electrónico de la mayor Hess-von Kruedener sobre la presencia de Hezbolá en el área de la base de la ONU, dijo: "En ese momento, no se había informado sobre ninguna actividad de Hezbollah en el área. Así que estaba bastante claro que no perseguían a otros objetivos; que, por la razón que sea, nuestra posición estaba siendo atacada". Continuó afirmando que a los israelíes se les dijo dónde estaba la base de la ONU y que estaba claramente marcada, pero la bombardearon de todos modos.

#### Asedio de Lal Masjid
Según el portavoz del ejército de Pakistán, los militantes islámicos usaron niñas como escudos humanos en Pakistán durante el asedio de la Mesquita Roja en 2007. El clérigo principal de la mezquita negó las acusaciones.
El 4 de diciembre de 2009, los terroristas atacaron una ceremonia de oración del viernes en una mezquita en Rawalpindi, Pakistán, donde Bilal Riaz, un estudiante graduado, actuó como escudo humano para salvar la vida de su sobrino.

#### Sri Lanka
Según un informe de HRW publicado el 19 de febrero de 2009, los LTTE habían impedido que los civiles tamiles huyeran del área retenida por los rebeldes y los utilizaron como escudos humanos contra una ofensiva del ejército de Sri Lanka. El LTTE fue el principal responsable de la pérdida de vidas civiles durante la fase final del conflicto armado a través de su acción para utilizar a los civiles tamil que huían como escudos humanos.

#### Guerras Civiles libias
Durante la guerra civil de 2011, los partidarios de Gaddafi actuaban como escudos humanos en la zona de exclusión aérea de Libia, para tratar de proteger el complejo y los aeropuertos de Gaddafi.
En marzo de 2016, durante la segunda guerra civil, se informó que dos italianos que habían sido secuestrados en junio de 2015 fueron asesinados mientras eran utilizados como escudos humanos por pistoleros del Estado Islámico en Surman.

#### Guerra civil siria
Durante la guerra civil siria, HRW acusó a las fuerzas armadas sirias y simpatizantes, de utilizar a los residentes de las ciudades como escudos humanos cuando avanzaban en las zonas controladas por la oposición, lo que los obligó a marchar frente al ejército. Testigos de diferentes pueblos de todo el país dijeron que el ejército había secuestrado a personas y las había obligado a marchar frente a ellas cuando atacaban ciudades y pueblos. El propósito de esto era proteger al ejército del ataque. HRW dijo que "el ejército sirio debería detener inmediatamente esta práctica aborrecible". Los testigos declararon que el ejército utilizó a niños y ancianos para evitar que alguien disparara contra los soldados.
Los militares del Estado islámico (ISIL), la rama saudí apoyada por Arabia de al-Qaeda y los rebeldes de Jaysh al-Islam anti-Assad fueron acusados de utilizar residentes civiles de las ciudades, civiles alauitas y soldados sirios capturados como escudos humanos.

#### Crisis de Crimea
Según el Gobierno ucraniano, las tropas rusas utilizaron a civiles locales para evitar disparos cuando asaltaron la sede de la Marina ucraniana en Sebastopol y buques de guerra ucranianos.

#### Administración india de Cachemira
Informes de las fuerzas indias, tanto del ejército como de las fuerzas policiales contrainsurgentes, que utilizan civiles de Cachemira como escudos humanos han aparecido esporádicamente en los informes de los medios de comunicación y en los informes de organizaciones de derechos humanos como HRW. Sin embargo, el 9 de abril de 2017, un hombre de 26 años, acusado por el ejército indio de estar involucrado en tirar piedras a las tropas indias, estaba atado al frente de un Jeep perteneciente al ejército indio como columna de tropas indias. Llevándolo a través de una localidad, el hombre habría sido atado al vehículo para disuadir a otros manifestantes de Cachemira de arrojar piedras a las tropas indias. El gobierno indio liderado por BJP declaró que apoyará al oficial que tomó la decisión (de utilizar a un joven como escudo humano). Además, los miembros del gobernante BJP llevaron a las redes sociales y amenazaron con una agitación en todo el país si se tomaba alguna medida contra el Comandante militar, identificado como el Mayor Leetul Gogoi. La afirmación de que el hombre que estaba atado al vehículo para ser utilizado como escudo humano estaba arrojando piedras y de que 1200 manifestantes arrojaron piedras al ejército indio en el camino ha sido desmentida por los informes policiales, los funcionarios electorales y los aldeanos locales.

## Escudos humanos voluntarios

### Activistas antiguerra

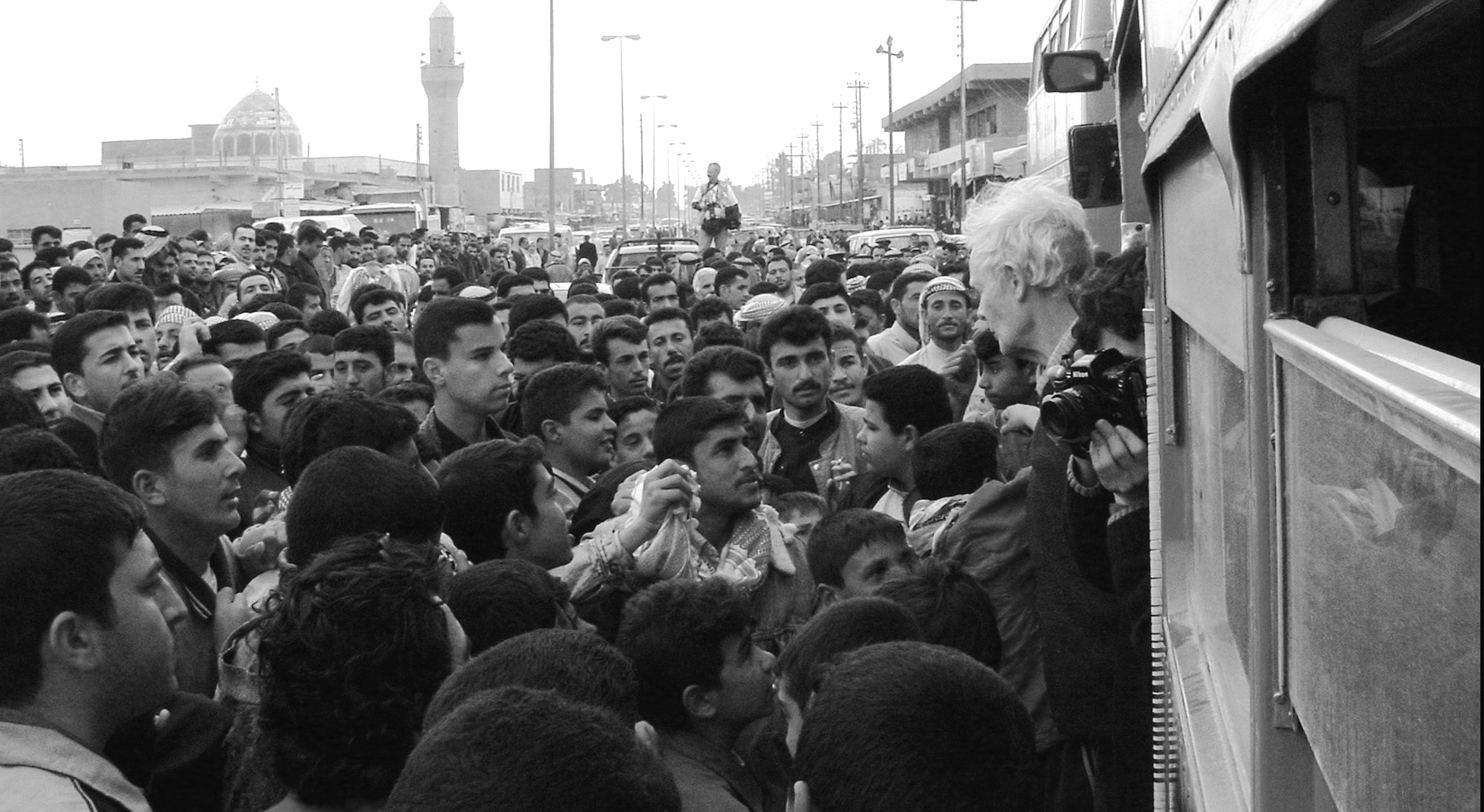
Llegada a Irak de escudos humanos voluntarios. 15 de febrero de 2003.

En los últimos años, los civiles se han ofrecido de voluntarios para servir como "escudos humanos" para evitar conflictos militares. En enero de 2003, activistas pacifistas organizaron Human Shield Action en Irak antes de que sucediera la invasión de marzo de 2003. Human Shield Action llevó unas 200 personas a Irak. Muchos de ellos se fueron, ya que se quedaron sin dinero y la probabilidad de guerra se hizo mayor. Varios de estos escudos humanos tuvieron que ser rescatados por los marines estadounidenses después de que los iraquíes los amenazaron por oponerse a la invasión de su país.

### Activistas pro-palestinos
Los rabinos por los derechos humanos acordaron actuar como "escudos humanos" durante la cosecha anual de aceitunas para proteger las aldeas palestinas de los colonos. Rachel Corrie y Tom Hurndall, voluntarios del Movimiento de Solidaridad Internacional Occidental (ISM) en los territorios palestinos, que murieron en 2003 y 2004, respectivamente, han sido descritos como "escudos humanos" en campaña contra la demolición de casas. ISM, sin embargo, se ofende fuertemente con el uso del término escudo humano para describir su trabajo, prefiriendo que se use solo para referirse a cuando los combatientes armados usan civiles como escudos. Tampoco Amnistía Internacional define las acciones de los activistas voluntarios o acciones de activistas por propiedades no militares como "escudos humanos", y solo considera aquella denominación "para combatientes, municiones o equipos militares". De acuerdo con las 3 definiciones del encabezado de este artículo, los "voluntarios para proteger a los palestinos" no se convierten en "escudos humanos fuera del campo de batalla", sino que son protestantes o manifestantes pro-palestinos comunes (o civiles).